# 283 av. J.-C.
Cette page concerne l'année 283 av. J.-C. du calendrier julien proleptique.

## Événements
- 3 avril (21 avril du calendrier romain) : début à Rome du consulat de Publius Cornelius Dolabella et Cnaeus Domitius Calvinus Maximus[1].
  - Les Celtes boïens, établis dans la vallée du Pô, attaquent Rome en réponse à la prise des terres des Sénons par les Romains. Le consul P. Cornelius Dolabella les bat en Étrurie à la seconde bataille du Lac Vadimon (Bassano), brisant toute résistance en Italie[2].
- Automne : mort de Démétrios Ier Poliorcète, emprisonné par Séleucos. Son fils Antigone II Gonatas lui organise de grandioses funérailles à Corinthe et fait ensevelir l'urne funéraire à Démétrias. Il se proclame roi de Macédoine, alors que le royaume est aux mains de Lysimaque et qu'il ne contrôle que quelques places en Grèce (dont Le Pirée, Chalcis, Corinthe et quelques autres villes du Péloponnèse)[3].
- Hiver 283-282 av. J.-C. : mort de Ptolémée Ier Sôter[4]. Son fils Ptolémée II Philadelphe,associé au trône depuis 285, règne seul en Égypte[5].

- Lysimaque fait mettre à mort son fils Agathoclès, accusé de complot avec Séleucos, et désigne comme héritiers les fils qu'il a eus d'Arsinoé. Lysandra, veuve d'Agathoclès et sœur d'Arsinoé, fuit avec ses frères (dont Ptolémée Kéraunos) et ses enfants à la cour de Séleucos, suivie d'Alexandre, fils de Lysimaque et de sa concubine odryse (284/283 ou 283/282 av. J.-C.)[6]
- Philétairos, trésorier de Lysimaque et gouverneur de Pergame, se reconnaît vassal de Séleucos Ier[7]. Il fonde la dynastie des Attalides.

## Décès en 283 av. J.-C.
- Ptolémée Ier, roi d'Égypte, fondateur de la dynastie des Ptolémées.
- Démétrios Ier Poliorcète, roi de Macédoine, en prison.